# Pausandra
Pausandra é um género botânico pertencente à família Euphorbiaceae.

## Espécies
Apresenta 14 espécies:
| - Pausandra densiflora - Pausandra extorris - Pausandra flagellorhachis - Pausandra fordii - Pausandra hirsuta - Pausandra integrifolia - Pausandra macropetala | - Pausandra macrostachya - Pausandra martini - Pausandra megalophylla - Pausandra morisiana - Pausandra quadriglandulosa - Pausandra sericea - Pausandra trianae |